# Jan Parléř
Jan Parléř (1359 v Praze – 1405 nebo 1406), byl český architekt německého původu (Johann Parler der Jüngere). Pocházel z rodiny Parleřů, jejíž členové byli architekti v celé Evropě. Byl synem známého architekta Petra Parléře, který stavěl katedrálu svatého Víta a Karlův most v Praze.
Vyučil se ve svatovítské huti Petra Parléře, kde je poprvé zmíněn roku 1377. Roku 1389 se oženil v Kutné Hoře a byl hlavním architektem chrámu svaté Barbory v prvním období jeho stavby. Po smrti otce pracoval Jan Parléř od roku 1398 v Praze, kde pokračoval v práci na katedrále svatého Víta až do své smrti.